# 毛額刺鎧蝦
毛額刺鎧蝦（学名：[Munida pilorhyncha] 错误：{{Lang}}：文本有斜体标记（帮助））为鎧甲蝦科刺鎧蝦屬下的一个种。